# Lemuropisum edule
Lemuropisum es un género de planta fanerógama  perteneciente a la familia Fabaceae. Su única especie: Lemuropisum edule, es originaria de Madagascar.

## Descripción
Es un arbusto endémico de Madagascar que se encuentra entre los matorrales sub-áridos a una altitud de 0-499 metros en la Provincia de Toliara en el Parque nacional de Tsimanampetsotsa.

## Taxonomía
Lemuropisum edule fue descrita por Eugène Henri Perrier de la Bâthie y publicado en Bulletin de la Société Botanique de France 85: 494. 1938.